# جيك غودمان
جيك غودمان (بالإنجليزية: Jake Goodman)‏ (5 أغسطس 1993 في المملكة المتحدة - ) هو لاعب كرة قدم بريطاني في مركز الدفاع. لعب مع نادي لوتون تاون ونادي مارغيت ونادي ميلوول وStaines Town F.C. ‏ وإيه أف سي ويمبلدون ونادي ألدرشوت تاون.

## وصلات خارجية
- جيك غودمان على موقع قاعدة بيانات كرة القدم.إي يو (الإنجليزية)
- جيك غودمان على موقع Soccerbase.com (لاعب) (الإنجليزية)
- جيك غودمان على موقع Soccerway.com (الإنجليزية)